# توم روجرز (لاعب كرة قدم أمريكية)
توم روجرز (بالإنجليزية: Tom Rogers) هو لاعب كرة قدم أمريكية أمريكي، (و. 1910 – 1990 م).